# Darius Maciulevičius
Darius Maciulevičius (Kaunas, 6 novembre 1973) è un ex calciatore lituano, di ruolo Centrocampista.

## Carriera
Ha giocato in Lituania, in Russia, in Israele e in Finlandia.

## Palmarès

### Club

#### Competizioni nazionali
- Campionato di calcio lituano: 3

Zalgiris: 1992
FBK Kaunas: 1995, 1996